# لويس هيو لودج
لويس هيو لودج (بالإنجليزية: Lewis Vaughan Lodge)‏ هو لاعب كريكت ولاعب كرة قدم بريطاني (وحمل سابقاً جنسية المملكة المتحدة لبريطانيا العظمى وأيرلندا) في مركز الظهير، ولد في 21 ديسمبر 1872 في المملكة المتحدة، وتوفي في 21 أكتوبر 1916 في المملكة المتحدة بسبب غرق. شارك مع منتخب إنجلترا لكرة القدم. أما مع النوادي، فقد لعب مع برمنغهام سيتي وCorinthian F.C. ‏ وCambridge University A.F.C. ‏ وNewbury Town F.C. ‏.

## وصلات خارجية
- لويس هيو لودج على موقع إي آس بي آن كريك إنفو (الإنجليزية)
- لويس هيو لودج على موقع ناشيونال فوتبول تيمز (الإنجليزية)